# Овсянников, Борис Павлович
Бори́с Па́влович Овся́нников (1861—1931?) — профессор, заведующий лабораторией «Металлургия цветных и черных металлов». Владел шестью языками, имел три высших образования. Занимался не только научно-исследовательской деятельностью, но и проектировал заводы и цеха. Действительный статский советник (1914).

## Биография
Происходил из дворян Овсянниковых Курской губернии. Родился 13 июля 1861 года[по какому календарю?] в Нижнем Новгороде в семье архитектора Павла Абрамовича Овсянникова. Получил среднее гимназическое образование в Анненшуле в Санкт-Петербурге; затем учился в Рижском политехническом училище, химическое отделение которого окончил в 1882 году с отличием и присвоением степени «инженер-химик». Был оставлен лаборантом на кафедре физики для подготовки к профессорской деятельности. Исследовал уголь Донецких шахт и его тепловые свойства. После того, как стал заведующим лабораторией техно-химического анализа, продолжил исследования и стал доцентом технической химии.
С 1885 года был доцентом в Новоалександрийском сельскохозяйственном институте, затем был переведён в Варшавский политехнический институт императора Николая II на кафедру химической технологии. В 1886 году получил стипендию министра народного просвещения, что позволило ему окончить Высший технический институт в Аахене, став металлургом, а также механический факультет парижского Центрального института. Выполнил научное исследование по определению механических свойств мартеновской стали по химическому составу и структуре, за что был удостоен французского ордена Академических пальм. Работал на многих механических и металлургических заводах Германии, Англии, Бельгии, Италии, Америки.
По возвращении из командировки с 1899 по 1930 год преподавал в Электротехническом (профессор и заведующий кафедрой чёрных и цветных металлов с 1911 года) и Технологическом институтах, был профессором. Также состоял техническим консультантом Монетного двора.
С 1898 года служил в центральном управлении Министерства народного просвещения, последняя должность — инспектор, совмещал эту должность с преподавательской и научной работой.
После образования Института точной механики и оптической техники заведовал лабораторией «Металлургия чёрных и цветных металлов». Несмотря на дворянское происхождение, что в те времена было серьёзной помехой карьеры учёного, Бориса Павловича не только оставили как специалиста, но и многократно отмечали его заслуги. В 1931 году стал профессором кафедры технологии металлов.
Имеется указание на дату смерти — 5 ноября 1931 года. Похоронен на Волковом кладбище.

## Награды
- Орден Святого Станислава 2-й степени (1902).
- Орден Святой Анны 2-й степени (1906).
- Орден Святого Владимира 4-й степени (1909).
- Французский орден Почётного легиона (кавалерский крест)[5].

## Семья
С 15 августа 1904 года был женат на Татьяне Владимировне Верховской (1881—1940), дочери В. М. Верховского. Их дети:
- Ирина (1905—?), в замужестве Нагаева;
- Татьяна (1907—1942);
- Борис (1908—1943);
- Никита (1913—1943);
- Гордей (1923—2012).